# Anna Branny
Anna Branny, z domu Krakowiak (ur. 12 lutego 1979 w Kowarach) – polska aktorka, żona aktora Przemysława Brannego.

## Życiorys
Absolwentka hungarystyki Uniwersytetu Jagiellońskiego i Państwowej Wyższej Szkoły Teatralnej im. Ludwika Solskiego w Krakowie, którą ukończyła przedstawieniem dyplomowym Zielona Gęś w reżyserii prof. Marty Stebnickiej.
Od 2003 występuje w krakowskim Teatrze Bagatela. Zadebiutowała w spektaklu Skrzypek na dachu (reż. Jan Szurmiej) rolą Chawy. Spektakle z jej udziałem to Hulajgęba (jako Zosia, reż. W. Śmigasiewicz), Sztukmistrz z Lublina (jako Kataryniarz, reż. J. Szurmiej), Mayday 2 (jako Vicki, reż. M. Sławiński), Nienasyceni (reż. W. Saniewski), Tajemniczy ogród (jako Marta Davies, reż. J. Szydłowski), Siostrzyczki biorą wszystko (jako Siostra Modesta, reż. E. Marcinkówna), Do ciebie szłam...z Kabaretu Starszych Panów (reż.  J. Szydłowski), My w Finale (jako Kobieta Wiedząca Więcej, reż. I. Jera), Mefisto (jako Angelika Siebert / Kabaret,  reż. M. Kotański), Lot nad kukułczym gniazdem (jako Siostra Flinn, reż. I. Villgist), O Krasnoludkach, Gąskach i Sierotce Marysi (jako Gąska, reż. I. Jera), Jutro też jest dzień pełen miłości (reż. Kamila Pieńkos i Maciej Sajur), Czego nie widać (jako Poppy Norton – Taylor, reż. Maciej Wojtyszko).